# 에어스 컴퍼니
에어스 컴퍼니(영어: AIRS Company)는 현대자동차그룹의 인공지능 전문 조직이다.

## 상세
에어스 컴퍼니는 2018년 11월 현대자동차그룹의 인공지능 연구조직인 AIR 랩에서 변화한 사내 독립기업으로 현대자동차그룹의 모빌리티 서비스 산업 전반에 걸친 AI 기술을 담당한다. 현재 에어스 컴퍼니는 서울시 강남구 강남대로94길 10 케이스퀘어 6층에 위치해 있다.

### AI 에이전트
음성 명령을 통해 운전자 운행을 도와 목적지 도착에 도움을 주는 기술이다. 사용자의 발화 및 컨텍스트 분석을 통해 의도를 파악하는 NLU 시스템 연구, 객체와 대화하는 인공지능 대화 시스템 연구, 운전자와 주변의 상황을 파악하는 비전 기술 연구, 음성인식 장치 등을 개발 중이다.

### H-트랜스레이터
커뮤니케이션을 돕는 휴대용 통∙번역 프로그램으로 사내 메신저, 메일 시스템, 게시판과 결합되어 있다.

### 셔클
셔클은 합승 형태의 커뮤니티 기반 모빌리티 서비스로 실시간 최적경로 설정 기술이 적용된다. 이 기술은 인공지능을 기반으로 승객의 실시간 이동 수요를 분석해 가장 적합한 경로를 찾아 차량을 효율적으로 배차한다.

### 스마트 팩토리
자동차 생산 과정 중 자동차 도장면 검사 공정에 AI를 접목한 것으로, 도장검사지에 적힌 정보를 빠르게 추출해 빅데이터를 구축하는 기술이다.

## 기술 분야
- 언어 이해 - 자연어처리, 음성인식/합성 등 기술 개발, 텍스트에서 정보를 추출하는 기술 및 번역 기술 개발
- 시각 인식 - 시각정보 처리 기능을 실현하기 위한 기계학습 기반의 컴퓨터비전 기술 연구 및 개발
- 상황 인식 - 주변 상황 및 사용자의 의도, 명령의 맥락을 이해하기 위해 필요한 기술과 서비스 개발

- 모빌리티 기술 - 실시간 최적 경로 설정, 배차엔진, 수요 예측, 착석 인식 모듈 등 모빌리티 서비스 관련 연구

## 같이 보기
- 현대자동차그룹
- 인공지능
- 자동차